# Rąžė
Rąžė (někdy je uváděn tvar Ražė nebo Ronžė) je řeka na západě Litvy (Klaipėdský kraj), v Žemaitsku, v okresech Klaipėda, Kretinga a Palanga, spolu s potoky Ošupis, Rikinė, Cypa a Tydeka náleží k pětici malých přímých přítoků Baltského moře (tj. toků 1. řádu). Pramení 0,5 km na západ od městysu Kretingalė, na západ od nádraží, teče zpočátku směrem severozápadním, po průtoku vískou Potriai se stáčí na sever, protéká vískami Lankučiai a Kibelkščiai, na jih od obce Pryšmančiai se stáčí na západoseverozápad, z jihozápadu obtéká obloukem městys Vydmantai a stáčí se na sever, u městské čtvrti Palangy Virbališkė se stáčí na jihozápad, po soutoku s říčkou Žiogupis na severozápad a ústí v Palanze na jih od kopce Naglių kalnas do Baltského moře. Na území Palangy ji překlenuje celkem 14 mostů.

## Přítoky
Levé:
- Žiogupis

## Galerie

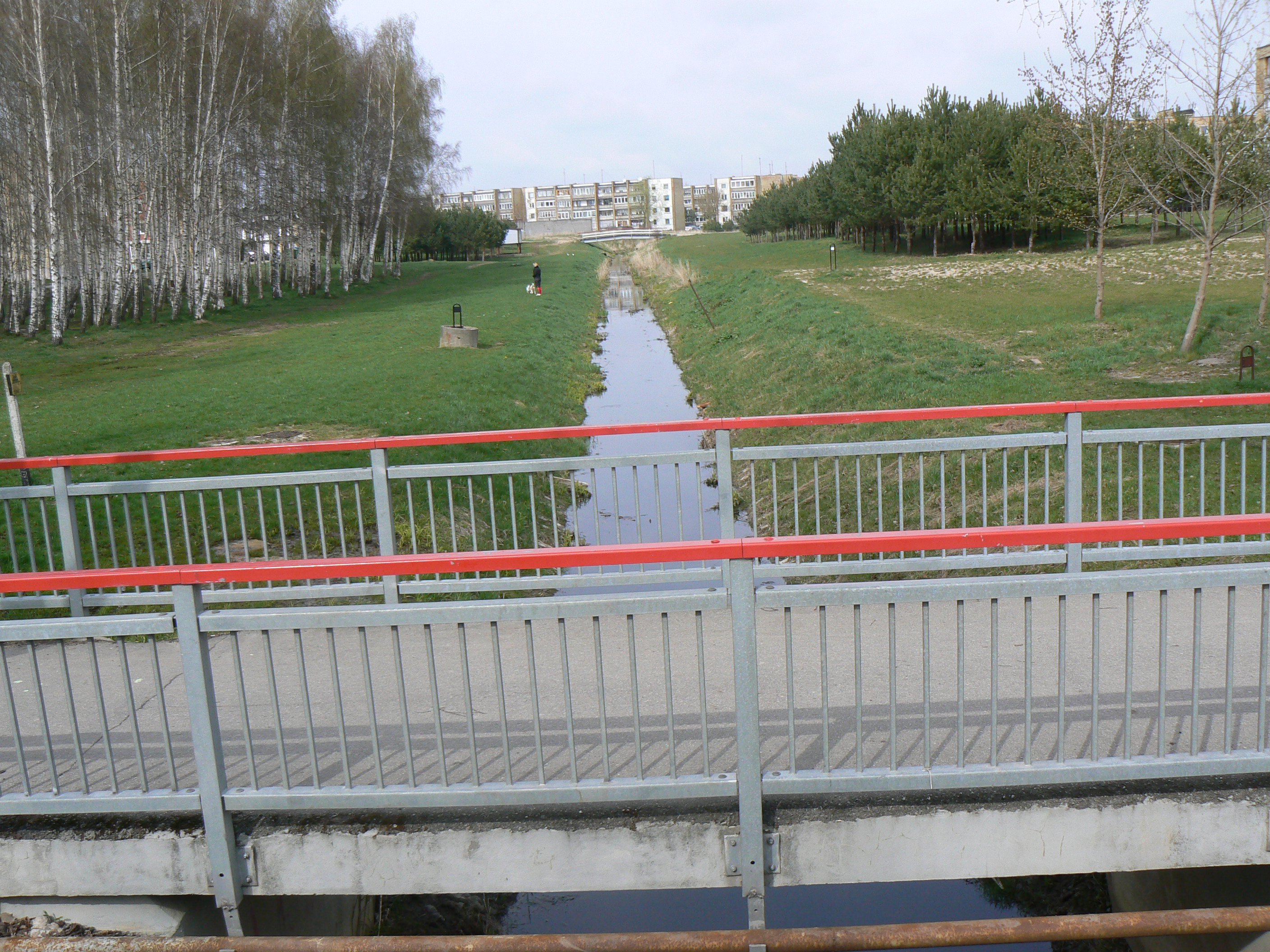
Rąžė v Palanze, z mostu přes A13 (na obr. most cyklostezky, paralelní s A13), pohled proti proudu, na sever
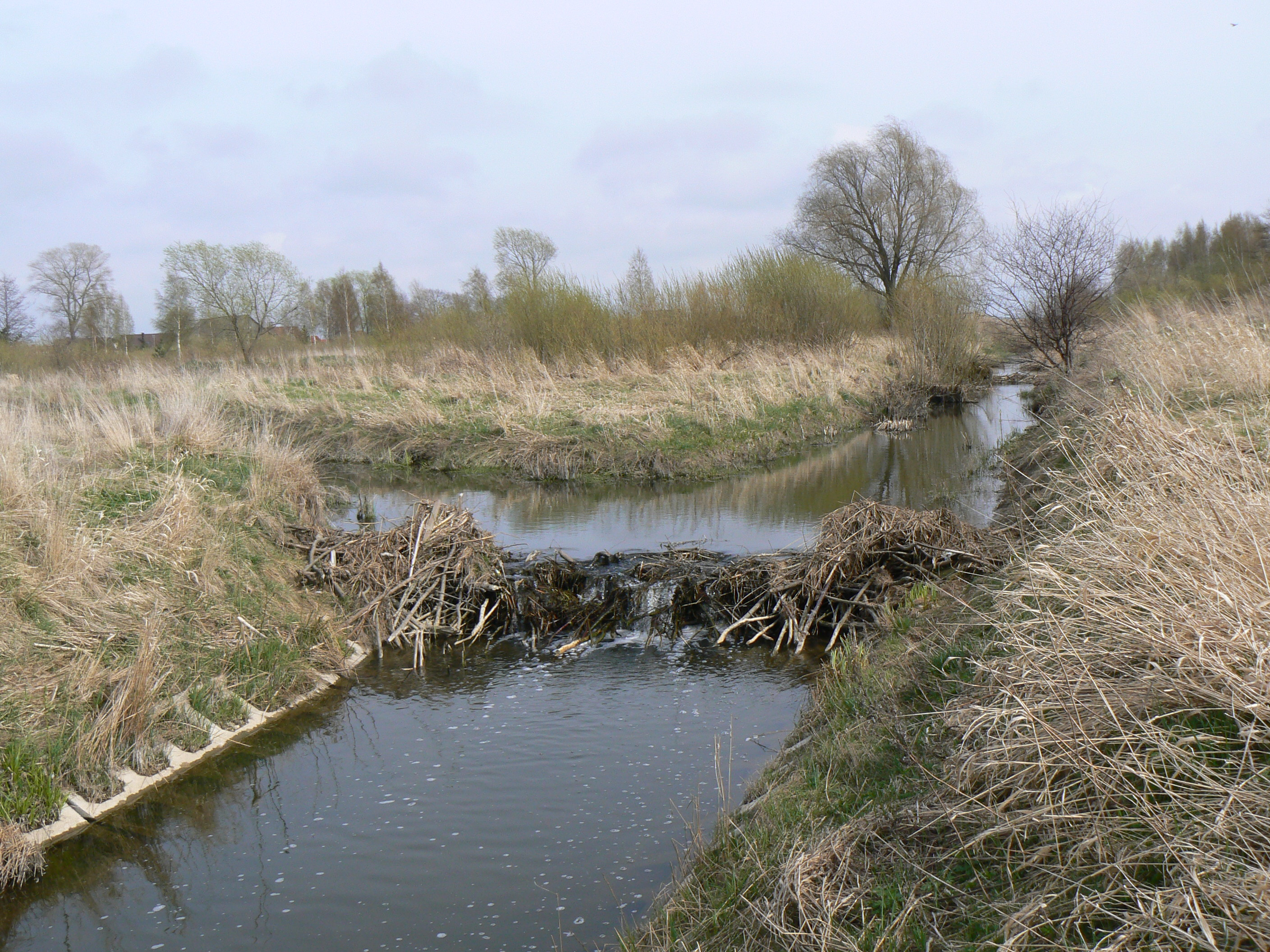
Soutok Rąžė(vlevo) s Žiogupisem (p) na jihozápadním okraji Palangy
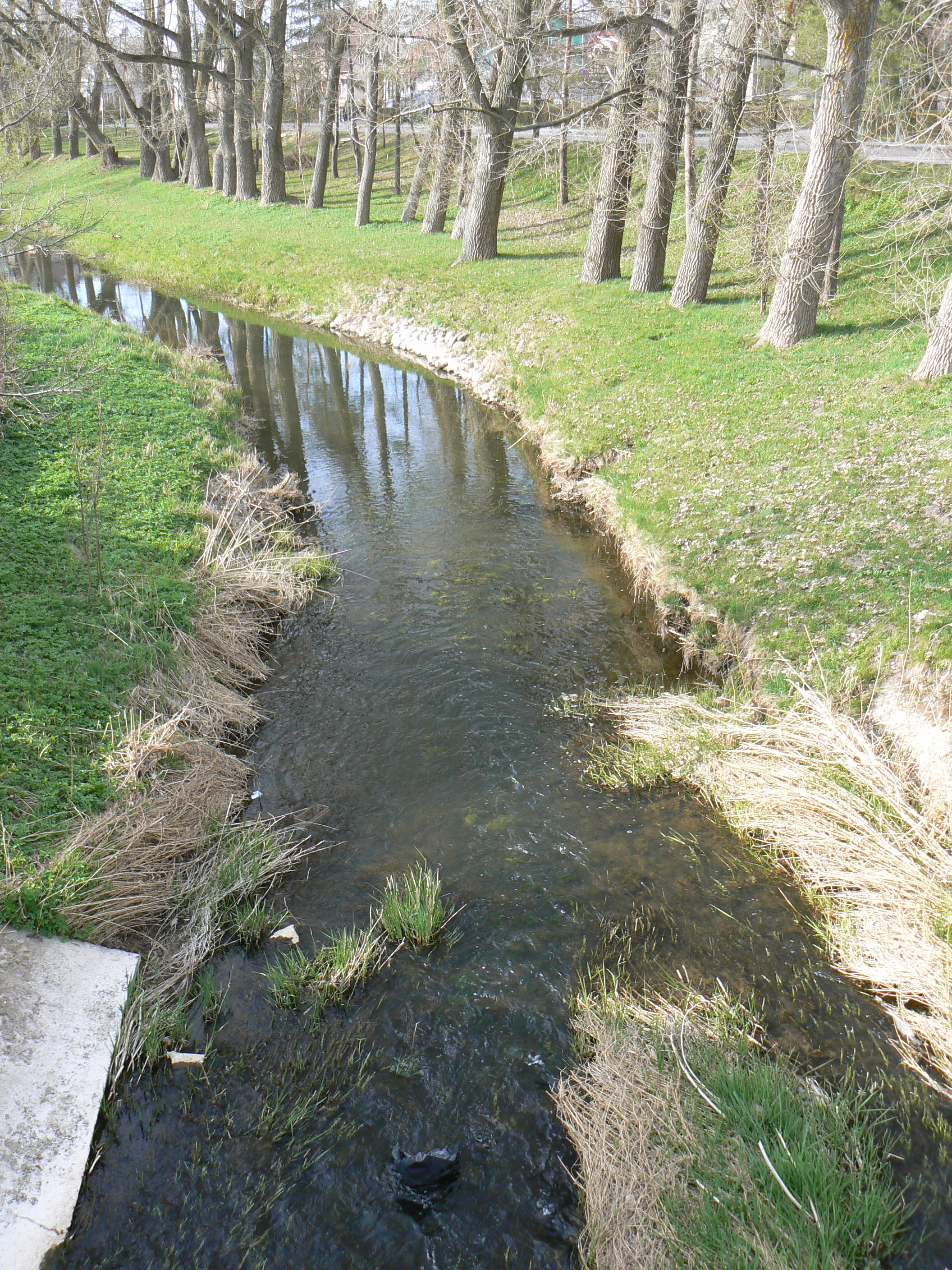
Rąžė v Palanze